# Carl Paul

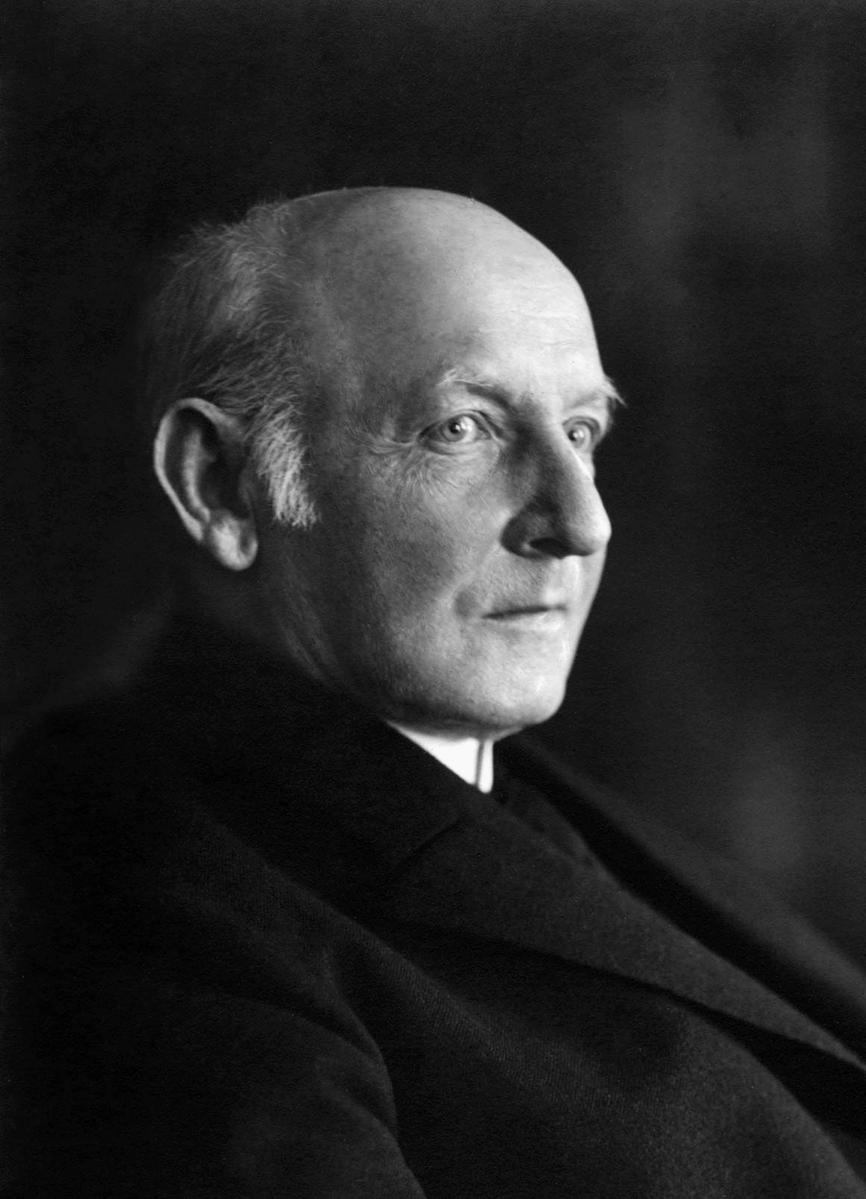
Carl Paul 1927 an seinem 70. Geburtstag in Schweta bei Mügeln.

Carl Paul (* 4. Februar 1857 in Lorenzkirch bei Strehla; † 10. Oktober 1927 in Schweta bei Mügeln) war ein deutscher evangelisch-lutherischer Theologe, Pfarrer, Missionswissenschaftler und Autor.
Carl Paul war Direktor des Leipziger Missionswerks und Honorarprofessor für neuere Missionsgeschichte und Missionskunde an der Universität Leipzig, Nestor der Missionswissenschaft in Sachsen und galt Anfang des 20. Jahrhunderts als angesehenster Fachmann für Kolonialmission in Deutschland.

## Leben

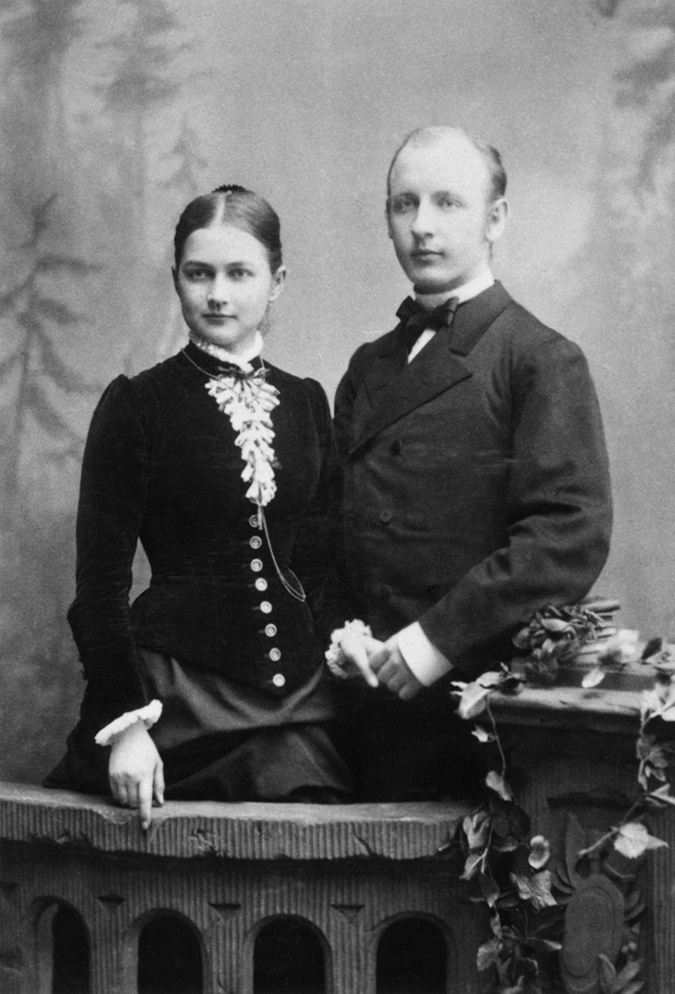
Carl Paul und Elisabeth Fritsche bei der Verlobung im Jahr 1884 in Rothschönberg.

Carl Paul wurde am 4. Februar 1857 im Pfarrhaus von Lorenzkirch geboren. Sein Vater unterrichtete ihn schon früh in Geographie. Er besuchte ab 1870 die humanistische Thomasschule zu Leipzig bis zu seinem Abitur. In dieser Zeit begeisterte ihn die Kirchenmusik. Von 1877 bis 1880 studierte er Theologie an der Eberhard Karls Universität Tübingen und der Universität Leipzig. Danach wurde er 1880 für zwei Jahre als Kandidat Hauslehrer der Großkaufmannsfamilie Karl Vietor in Bremen. In der Hansestadt pflegte er erste Kontakte zu Missionaren und lernte Englisch. 1882 war er Vikar in Großstädteln.
Als Mitglied der Evangelisch-Lutherischen Landeskirche Sachsens war er von 1882 bis 1884 am Predigerkolleg St. Pauli in Leipzig tätig, zuletzt als Studieninspektor. Außerdem bildete er sich 1884 als Stipendiat in den Niederlanden (Amsterdam), Belgien (Antwerpen) und England (London und Oxford) sowie in den deutschen Städten Barmen, Berlin, Bielefeld, Bremen, Elberfeld, Hannover, Hermannsburg und Kaiserswerth weiter. Von 1884 bis 1887 wirkte er als Pfarrer in Rothschönberg bei Meißen und von 1887 bis 1911 als Pfarrer in dritter Generation in seinem Geburtsort in Lorenzkirch. Vor seinem Wegzug aus Lorenzkirch stiftete er dem Ort ein Heimatmuseum, das während der Ereignisse im April 1945 in Lorenzkirch vollständig geplündert wurde.
1887 war er Mitgründer der Sächsischen Missionskonferenz, deren Schriftführer er wurde und an deren Jahrbuch er mitwirkte. Darüber hinaus war er Autor des Evangelisch-Lutherischen Missionsblattes und der Allgemeinen Missions-Zeitschrift. Er verfasste Artikel für die Londoner und Südamerikanische Missionsgesellschaft. Er referierte bei überregionalen Konferenzen wie der Kontinentalen Missions-Konferenz in Bremen und ab 1902 beim Deutschen Kolonialkongress in Anwesenheit von Friedrich Fabri, Richard Grundemann, Johannes Hesse und Gustav Warneck (später verfasste er die Festschrift zu dessen 70. Geburtstag). Er übernahm verantwortungsvolle Aufgaben im Deutschen Evangelischen Missionsausschuss unter Wilhelm Oehler (1877–1966) und Paul Otto Hennig.
Von 1888 bis 1911 war er Komiteemitglied des Sächsischen Missionshauptvereins. 1900 rief er Pressekorrespondenzen ins Leben, die der Tagespresse regelmäßig Informationen zu Missionsthemen zur Verfügung stellte. Von 1898 bis 1908 veröffentlichte er sein Hauptwerk in vier Bänden Die Mission in unseren Kolonien mit den Büchern Togo und Kamerun (1898), Deutsch-Ostafrika (1900), Deutsch-Südwestafrika (1904) und Deutsche Südseeinseln (1908). Mit dem Afrikaforscher Hans Meyer war er befreundet, der von 1915 bis 1928 eine Professur für Kolonialgeographie und Kolonialpolitik in Leipzig innehatte.
Zu seinem Freundeskreis gehörten der Landschaftsmaler Pedro Schmiegelow, der Bildhauer Professor August Schreitmüller und der Schriftsteller Otto Eduard Schmidt.

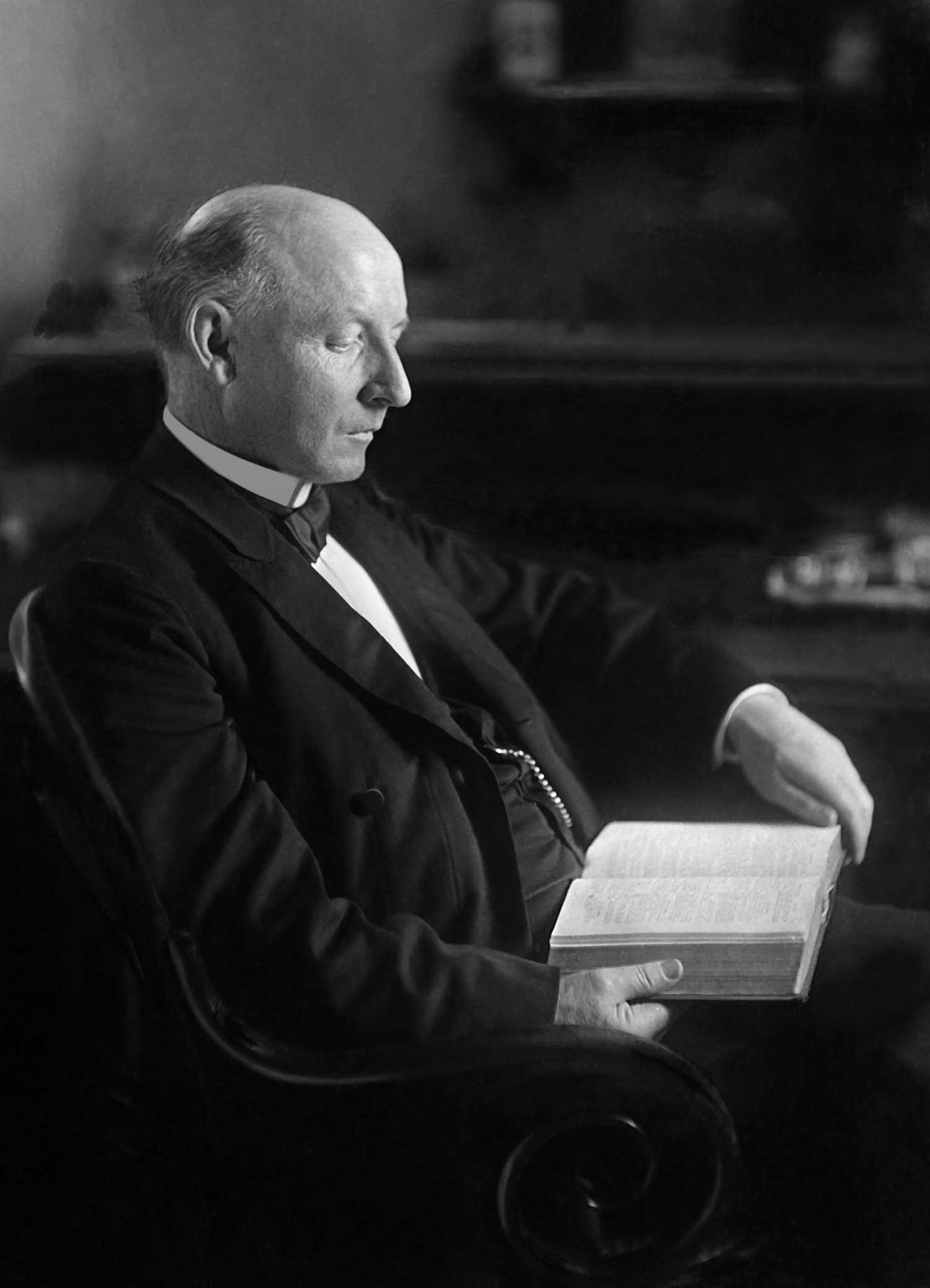
Carl Paul 1911 im Pfarrhaus von Lorenzkirch beim Lesen der Bibel.

Im Jahr 1909 verlieh ihm die Universität Leipzig in Würdigung seiner missionsgeschichtlichen Arbeiten die theologische Ehrendoktorwürde (Dr. theol. h. c.). Außerdem wurde er 1912 ordentlicher Honorarprofessor für neuere Missionsgeschichte und Missionskunde in Leipzig und hielt dort bis zum Wintersemester 1926/27 folgende Vorlesungen:
- Entwicklungsstufen der Heidenmission, dargestellt an der Mission auf den deutschen Südsee-Inseln
- Mission und Kolonialpolitik in ihren Beziehungen zu einander
- Christentum und Islam im Wettbewerb um unsere afrikanischen Kolonien
- Deutschlands Anteil an den Missionsbestrebungen der christlichen Kirche in der Gegenwart
- Die Mission in ihrer Bedeutung für die kulturelle Entwicklung der deutschen Kolonien

Außerdem führte er diese missionswissenschaftliche Seminare durch:
- Die Pflege des Missionssinnes in der heimischen Kirche
- Die Leipziger Mission in Deutsch-Ostafrika
- Die Ausbreitung des Islam

Zudem erweiterte er den Buchbestand der Bibliothek des missionswissenschaftlichen Seminars.
Zu seinem Antritt sprach der Dekan der Theologischen Fakultät Ludwig Ihmels folgende Worte:

„Die Fakultät ist stolz darauf, dass unsere Landeskirche einen Mann zu den Ihrigen zählt, der weit über die Grenzen Sachsens hinaus als einer der bedeutendsten Kenner und Förderer des weltumspannenden Werkes der Mission bekannt ist.“

Von 1911 bis 1923 war er als Nachfolger Karl von Schwartz (1847–1923) Missionsdirektor des Leipziger Missionswerkes, danach kurz Vorsitzender des Leipziger Missionskollegiums (Nachfolger von Ludwig Ihmels). Als Missionsdirektor reiste er von 1912 bis 1913 nach Ostafrika und Südostindien. Er versuchte die Kolonialpolitik und Mission miteinander zu verbinden. Dabei lehnte er jedoch die Niederschlagung der Aufstände der Herero und Nama und den deutschen Kolonialismus als „brutalen Kolonialegoisten“ ab. Er vertrat ein konservatives Luthertum und lehnte ökumenische Bestrebungen (gemeinsam mit Anglikanern und Presbyterianern) in den Missionsgebieten, ebenso wie die Ausbildung afrikanischer Theologen ab.
Das Ergebnis des Ersten Weltkrieges brachte eine tiefe Zäsur in Pauls Arbeit. 1916 wurde das Seminar des Leipziger Missionswerkes geschlossen und erst 1919 neu eröffnet. Mit der Umstrukturierung wurden die indischen Gebiete des Leipziger Missionswerkes 1915 der „Church of Sweden Mission“ (CSM) und die ostafrikanischen Gebiete des Leipziger Missionswerkes 1922 der amerikanischen Augustanasynode anvertraut.
Nach dem Missionsfest in Hermannsburg 1919 wurde Carl Paul gemeinsam mit August Cordes und Max Ahner zum wichtigen Befürworter eines Hilfsausschusses für notleidende Deutsche und Lutheraner in der Sowjetunion. Sie erhielten schließlich vom Nationalen Lutherischen Konzil der USA unter John Alfred Morehead den Auftrag, die Zusammenarbeit mit der Evangelisch-Lutherischen Kirche in Russland voranzutreiben. Carl Paul organisierte 1920 in Leipzig die länderübergreifende Lutherische Missionskonferenz und war ebenfalls 1920 Vorsitzender der Weltmissionskonferenz in Crans-Montana.
Am 19.–24. August 1923 wurde er in Eisenach einer der Mitbegründer des Lutherischen Weltkonvents und Wegbereiter der Weltmissionskonferenz des Lutherischen Weltbundes. Zum Vorsitzenden wurde Landesbischof Ludwig Ihmels gewählt und zu den Sekretären Carl Paul, Professor Neve aus Springfield und Pfarrer Pehrsson aus Göteborg. Carl Paul hielt hier seinen Vortrag: „Entwicklung und Eigenart der lutherischen Mission“. Er wurde in den Großen Ausschuss für die Vorbereitung und Durchführung des Zweiten Weltkonvents im Jahr 1929 in Kopenhagen gewählt, aber er erlebte diesen Zweiten Weltkonvent nicht mehr.

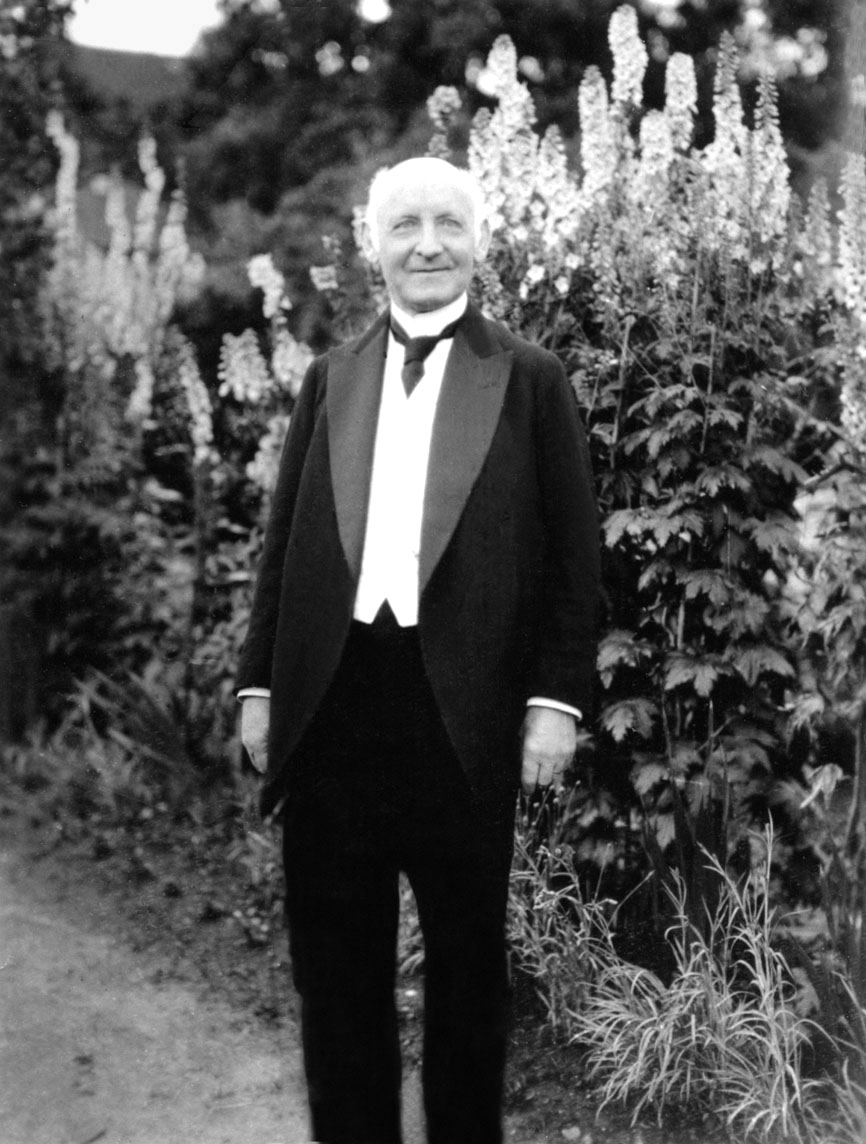
Carl Paul im Ruhestand in seinem Garten in Schweta.

Am 1. Oktober 1923 schied Carl Paul aus seinem Amt als Missionsdirektor aus. Er zog in das leer stehende Pfarrhaus in Schweta bei Mügeln. Dort bewirtschaftete er wie einst in Lorenzkirch den Pfarrgarten und züchtete Rosen. Er setzte bis zum WS 1926/27 die Lehre als Honorarprofessor an der Universität Leipzig fort. Er unterstützte noch im Ruhestand die Leipziger Mission. Neben der Vertretungsarbeit im Leipziger Missionshaus arbeitete er wie zuvor an seinen wissenschaftlichen Veröffentlichungen. Sein Nachfolger Carl Heinrich Ihmels schrieb im November 1925 im Evangelisch-lutherischen Missionsblatt:
- Professor D. Paul, der in seinem Ruhestand schon so viel für die Leipziger Mission weiter gearbeitet hat, will in den nächsten Monaten seine ganze Kraft wieder einsetzen, daß keine Lücke in der Heimat entstehe. Wir sind ihm dafür von Herzen dankbar.

Er starb am 10. Oktober 1927 acht Monate nach seinem 70. Geburtstag an einem Schlaganfall. Bei der Gedächtnisfeier sang der Leipziger Thomanerchor das Kirchenlied Welt, ade, ich bin dein müde von Johann Rosenmüller. Der Theologe Emil Balla sprach für die Leipziger Universität und der Missionswissenschaftler Carl Mirbt für den Deutschen Missionsbund.
Carl Paul hatte die Missionszeitschriften zahlreicher Missionsgesellschaften aus verschiedenen Ländern abonniert und so über Jahrzehnte seine Forschungsergebnisse zusammengetragen. Nach seinem Tod versuchte seine Witwe vergeblich, die Missionszeitschriften an Bibliotheken abzugeben oder in Antiquariaten zu verkaufen. Das Geld war nach der Inflation in Deutschland zu knapp. Die Witwe fand keine Interessenten. Sie rief daraufhin ihre Familie zusammen. Die Kinder gruben unter dem großen Birnbaum ein riesiges Loch. Dort warfen sie die unzähligen Missionszeitungen hinein und begruben sie. Daneben stand die Witwe, jammerte, klagte und schrie: Das viele Geld! Das viele Geld!

## Familie
Carl Paul entstammte einer sächsischen Pfarrerfamilie. Seine Eltern waren Simeon Fürchtegott Paul (1814–1890), Pfarrer in Lorenzkirch, und Maria Elisabeth, geb. Fritzsche (1861–1942); sie heirateten 1884.
Carl Paul hatte diese Geschwister:
- Christian Arndt Friedrich (1848–1918), Diakon
- Georg Gotthold (1849–1890), Kriminalrat
- Ernst Friedrich (1851–1929), Offizier
- Hermann (1853–1854)
- Maria Christophora (1855–1927)
- Heinrich (* † 1858)
- Fürchtegott (1859–1927), Förster in Lohmen;
- Theodor (1862–1928), Pharmazeut und ordentlicher Professor für Pharmazie und angewandte Chemie der Universität München.[12] Er war der Vater des Physik-Nobelpreisträgers Wolfgang Paul.
- Martin (1864–1932), Kaufmann in Bremen und Togo
- Heinrich (* † 1868)
- Sophie (1869–1886)

Der Vater Simeon Fürchtegott Paul (1814–1890) und der Großvater mütterlicherseits Christian Gotthelf Heyme (1784–1872) waren in Lorenzkirch als evangelisch-lutherische Pastoren tätig. Der Vater meißelte die Wahlsprüche der Familie 1854 in die beiden Sandsteinpfosten an der Zufahrt zum Pfarrhaus in Lorenzkirch: Pax Dei Nobiscum (deutsch: Gottes Friede sei mit uns) und Ich und mein Haus wollen dem Herrn dienen. Dieser Wahlspruch ist der Bibel entnommen und findet sich im Buch Josua (Jos 24,15 ).
Zu seinen Vorfahren zählen angesehene Persönlichkeiten: unter anderem der Leipziger Bürgermeister Hieronymus Lotter (um 1497–1580), der Theologe Johannes Olearius (1546–1623), dessen Sohn Gottfried Olearius (1604–1685) und Enkel Johann Gottfried Olearius (1635–1711).
Carl Paul heiratete am 22. Oktober 1884 in Streumen seine Ehefrau Marie Elisabeth Fritzsche (1861–1942), Tochter des Pfarrers Theodor Ernst Julius Fritzsche (1828–1888) und dessen Ehefrau Marie Luise geborene Hofmann (1834–1915) in Streumen.
Carl Paul hatte diese Kinder:
- Maria Magdalene (1885–1965), Gutssekretärin in Grüningen
- Maria Christophera (1887–1957), Krankenschwester in Arnstadt
- Theodor Martin (1888–1918), Leutnant, gefallen
- Elisabeth Dorothea (1891–1972), Lehrerin in Bautzen
- Augusta Elisabeth, Lisa genannt(1900–1970), Kreisjugendpflegerin der Amtshauptmannschaft Oschatz, Ehefrau von Paul Gäbler in Tamilnadu, Oesselse und Niedernjesa
- Ernst Johannes (1902–1958), Forschungsreisender, Gesandtschaftsrat, Verlagslektor und Autor.

Paul Gäbler hielt im Jahr 1925 nach seiner abgeschlossenen Ausbildung als Pastor und vor seiner Abreise nach Indien als angehender Missionar der Leipziger Mission bei Carl Paul um die Hand der Tochter Elisabeth Paul an. Carl Paul lehnte ab und antwortete, er erwarte von ihm vor einer Hochzeit, dass er sich als Missionar bewähre und in Indien die tamilische Sprache erlerne. Als Paul Gäbler zwei Jahre später die tamilische Sprache erlernt hatte, genehmigte Carl Paul die Eheschließung. Die Heirat seiner Tochter Elisabeth erlebte Carl Paul aber nicht mehr, da er zuvor verstarb. Seine anderen Kinder verzichteten auf eine Heirat und blieben ledig.
Das Doppelgrab von Carl Paul und seiner Frau befindet sich auf dem Friedhof von Lorenzkirch neben der Sakristeitür der Sankt Laurentiuskirche, durch die Carl Paul 24 Jahre lang im Talar als Pfarrer von Lorenzkirch geschritten war. Daneben steht das Epitaph für seinen gefallenen Sohn Theodor Martin Paul (1888–1918).

## Wahlspruch von Carl Paul
- Carl Paul überreichte seiner Tochter Elisabeth am Hindenburgtag[17] 1927 sein Bild mit der Widmung „Pflichttreues Handeln ist auch Gottesdienst. Dein Vater“.

## Nachrufe und Würdigungen

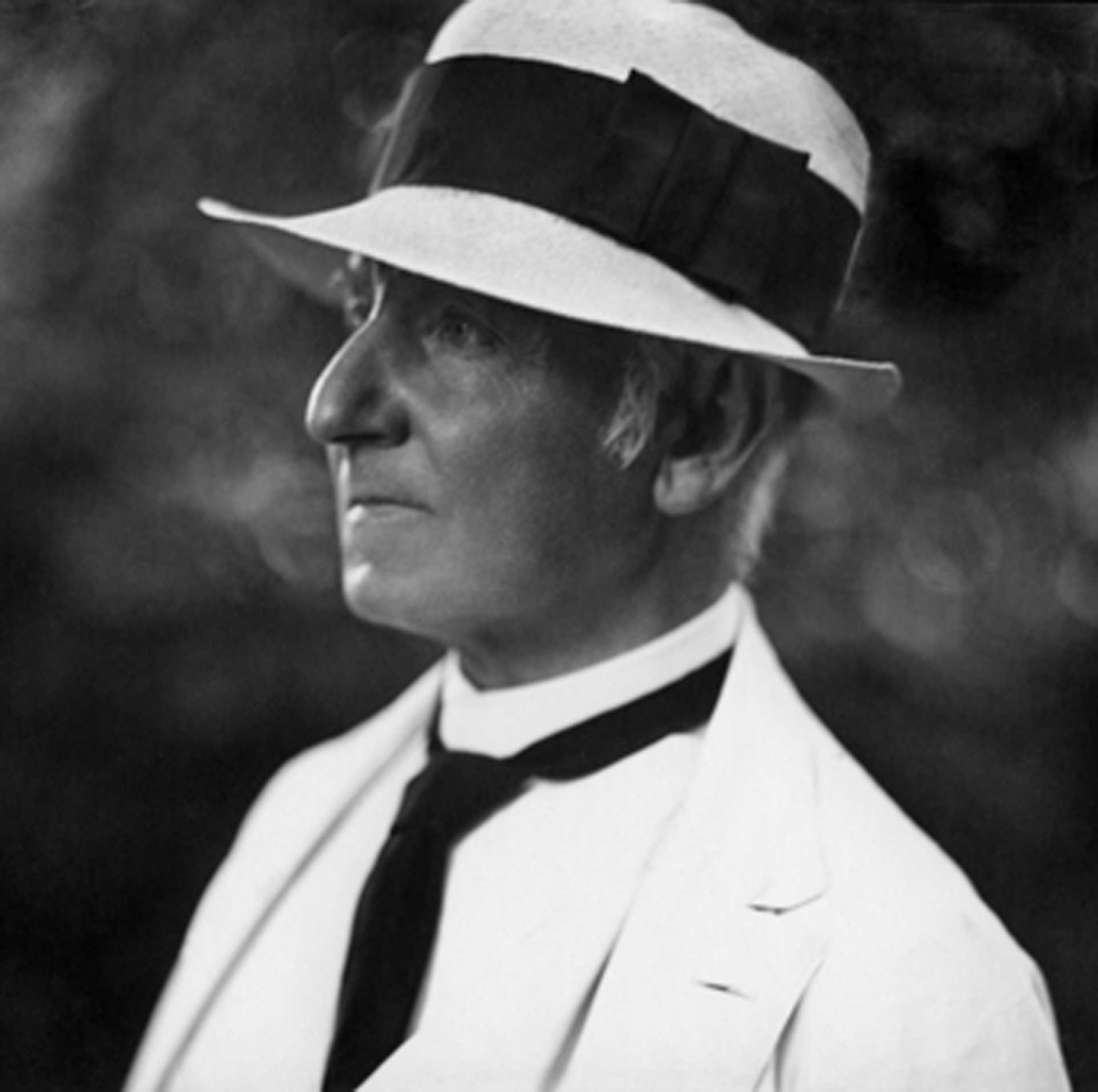
Carl Paul im letzten Lebensjahr 1927.

- Der Erzbischof von Schweden Nathan Söderblom schrieb am 20. Oktober 1927 an das Missionswerk in Leipzig: „Ihrem Werke hat der Heimgegangene große Dienste geleistet, und auch wir hier in Schweden werden nicht vergessen, was er als Ihr Repräsentant und wir in ernster, schwerer Zeit gemeinsam durchlebt haben.“[18]

- Professor D. Julius Richter, Berlin sagte am 8. Juni 1936 beim Festakt zur Hundertjahrfeier der Leipziger Mission: „Auch für Carl Paul war das Luthertum das A und O. Darüber hinaus hat er noch zwei wertvolle Beiträge geliefert: Er hat mit Energie, Geschick und Lebendigkeit den kolonialen Gedanken in der Missionsarbeit vertreten; und er war der einzige, der auch die Frage des evangelischen Auslandsdeutschtums auf den Missionsfeldern mit großer Sachkunde und Energie uns immer wieder ins Gewissen schob.“[19]

- Dr. Jobst Reller, Hermannsburg, 20. August 2011: „Bedenkt man das Leben und Wirken Dr. Carl Pauls, so beeindruckt mich vor allem eins, die Gabe der feinen und sensiblen Beobachtung, die Fähigkeit zur rechten Zeit die meisten Chancen zu ergreifen, auch Kompromisse zu schließen um der Sache willen.“[20]

## Auszeichnungen
- Ehrendoktor der Theologischen Fakultät der Universität Leipzig 1909
- Ehrenmitglied des evangelisch-lutherischen Studentenvereins Philadelphia zu Leipzig
- Ehrenmitglied der Deutschen Kolonialgesellschaft, Abteilung Leipzig
- Direktor der Leipziger Mission 1911–1923
- Vorsitz der Weltmissionskonferenz in Crans-Montana 1920
- Vorsitz des ersten Lutherischen Weltkonvents in Eisenach 1923

## Die D. Paul Stiftung der Sächsischen Missionskonferenz
Die D. Paul Stiftung der Sächsischen Missionskonferenz wurde anlässlich des 70. Geburtstages von Carl Paul errichtet. Die Ehrung wurde Carl Paul zuteil, weil er die Sächsische Missionskonferenz 1887 mitgegründet hatte, weil er ihr Schriftführer war und 1888–1921 an ihrem Jahrbuch der Sächsischen Missionskonferenz und weil er 1922–1927 an ihrem Lutherischen Missionsjahrbuch (Leipzig) mitgewirkt hatte.
Aufgabe der Stiftung war es, jährlich eine Preisarbeit auszuschreiben, bei deren Abfassung die Schriften von Carl Paul besonders berücksichtigt werden mussten. Die beste Preisarbeit sollte in dem Lutherischen Missionsjahrbuch der Sächsischen Missionskonferenz veröffentlicht werden; der Verfasser sollte 100 Mark in bar erhalten.
Die erste Preisarbeit wurde im Dezember 1928 im Evangelisch-lutherischen Missionsblatt in Leipzig ausgeschrieben. Das Thema der Preisarbeit war: Deutsche Kolonisation und die Mission – Die Einwirkung der deutschen Kolonialära auf die Weltmission. Bei der Abfassung der Preisarbeit sollten Carl Pauls Schriften über Mission und Kolonisation besonders berücksichtigt werden. Für die Bewertung der eingereichten Arbeiten waren der Vorstand der Sächsischen Missionskonferenz, der Missionsdirektor Carl Heinrich Ihmels und der Professor Carl Mirbt in Göttingen zuständig.

## Tagebücher Juli 1881 bis Oktober 1883
- Tagebuch 1 von Juli 1881 bis April 1882
- Tagebuch 2 von Mai 1882 bis Oktober 1883

## Werke (Auswahl)
- Die Mission in unsern Kolonien, 4 Bde. Leipzig 1898–1908.
- 1. Band, Seite 1–109: Togo Neue Folge der Dietelschen Missionsstunden, Verlag Fr. Richter, Leipzig 1898.
- 1. Band, Seite 110–214: Kamerun Neue Folge der Dietelschen Missionsstunden, Verlag Fr. Richter, Leipzig 1898.
- 2. Band, Seite 1–112: Deutsch-Ostafrika 1 Neue Folge der Dietelschen Missionsstunden, Verlag Fr. Richter, Leipzig 1900.
- 2. Band, Seite 113–212 und 333–352: Deutsch-Ostafrika 2 Neue Folge der Dietelschen Missionsstunden, Verlag Fr. Richter, Leipzig 1900.
- 2. Band, Seite 213–332 Deutsch-Ostafrika 3 Neue Folge der Dietelschen Missionsstunden, Verlag Fr. Richter, Leipzig 1900.
- 3. Band, Seite 1–100 Deutsch-Südwestafrika 1 Neue Folge der Dietelschen Missionsstunden, Verlag C. Ludwig Ungelenk, Dresden, 1905.
- 3. Band, Seite 101–166 Deutsch-Südwestafrika 2 Neue Folge der Dietelschen Missionsstunden, Verlag C. Ludwig Ungelenk, Dresden, 1905.
- 4. Band, Seite 101–166 Die Deutschen Südsee-Inseln 1 Neue Folge der Dietelschen Missionsstunden, Verlag C. Ludwig Ungelenk, Dresden, 1908.
- 4. Band, Seite 147 bis 260 Die Deutschen Südsee-Inseln 2 Neue Folge der Dietelschen Missionsstunden, Verlag C. Ludwig Ungelenk, Dresden, 1908.
- Rückblick auf das Jahr 1900, Allgemeine Missions-Zeitschrift, Berlin 1901, Seite 25–37 und 70–89.
- Die Parochie Lorenzkirch, D. Georg Buchwald: Neue Sächsische Kirchengalerie. Ephorie Oschatz. Spalte 425–438. Verlag Arwed Strauch, Leipzig 1901.
- Abessinien, Missionsstunden von R. W. Dietel, 5. Heft, Leipzig 1901
- Was tut das evangelische Deutschland für seine Diaspora in überseeischen Ländern?, Leipzig 1903.
- Die Leipziger Mission – daheim und draußen, Leipzig 1914.
- Das Verhältnis unserer deutsch-ostafrikanischen Mission zur Kolonisation, Die Leipziger Mission daheim und draussen, Verlag der Ev.-luth. Mission Leipzig 1914, Seite 217–229.
- Christentum und Islam im Wettbewerb um die afrikanischen Negervölker, 1914.
- Die Mission unter dem Kreuze, Leipzig 1915.
- Vom Missionsfeld vertrieben. Ein Kriegserlebnis der Leipziger Mission. Herausgegeben von Missionsdirektor Carl Paul. Verlag der Evang.-luth. Mission, Leipzig 1916.
- Die getrosten Pilger, Evangelisch-lutherisches Missionsblatt, Jahrgang 1917, für die Evangelisch-lutherische Mission zu Leipzig unter Mitwirkung von Professor D. Paul, Missionsdirektor, herausgegeben von A. Gehring, Missionssenior, Verlag der Evang.-luth. Mission zu Leipzig, 72. Jahrg., Leipzig, den 1. Januar 1917 Nr. 1, Seite 1–4
- Mission und Auslandsdeutschtum, Gütersloh 1918.
- Die Welt des Islam als Missionsproblem, 1923.
- Zur Eigenart der lutherischen Missionsmethode, Lutherisches Weltmissionsjahrbuch für das Jahr 1925, H. G. Wallmann Leipzig, Seite 5–15.
- Eine Wallfahrtskirche an der Elbe. In: Mülsener Kirchenblatt. Monatliche Nachrichten für die Kirchengemeinden des Mülsengrundes: Mülsen St. Jacob, Mülsen St. Niclas, Mülsen St. Micheln, Thurm, Schlunzig, Wernsdorf und Heinrichsort. 3. Jahrgang, Nr. 11 vom November 1927.
- Die Kriegsvikariate für die deutschen Missionen und ihre Ablösung, Lutherisches Missionsjahrbuch für das Jahr 1928. Herausgegeben im Auftrage der Missionskonferenz in Sachsen durch Pfarrer W. Gerber. Verlag H. G. Wallmann in Leipzig. Seite 45 bis 53.
- Die Leipziger Mission daheim und draußen. In Verbindung mit Berufsarbeitern u. a. herausgegeben von Carl Paul. 255 Seiten, Leipzig 1914[22]

## Archive
- Archiv des Leipziger Missionswerks, Ev.-Luth. Mission zu Leipzig/Ev.-Luth. Missionswerk Leipzig, II.3.1.II. Prof. D. Carl P., II.10.3. Konferenz der luth. Missionsdirektoren 1919–1920. Dieses Archiv befindet sich mit Ausnahme aktueller Vorgänge im Archiv der Franckeschen Stiftungen, Franckeplatz 1 Haus 24, 06110 Halle (Stand 2010).
  - Findmittel zum Bestand des Evangelisch-Lutherischen Missionswerkes Leipzig e. V. im Archiv der Franckeschen Stiftungen (Namensregister ist am Schluss). (PDF; 2,9 MB)
- Pfarrarchive der Ev.-luth. Kirchengemeinde Rothschönberg in Nossen und der Ev.-luth. Kirchengemeinde Lorenzkirch.